# Lijst van Letse ministeries
Dit is een lijst van ministeries in Letland:

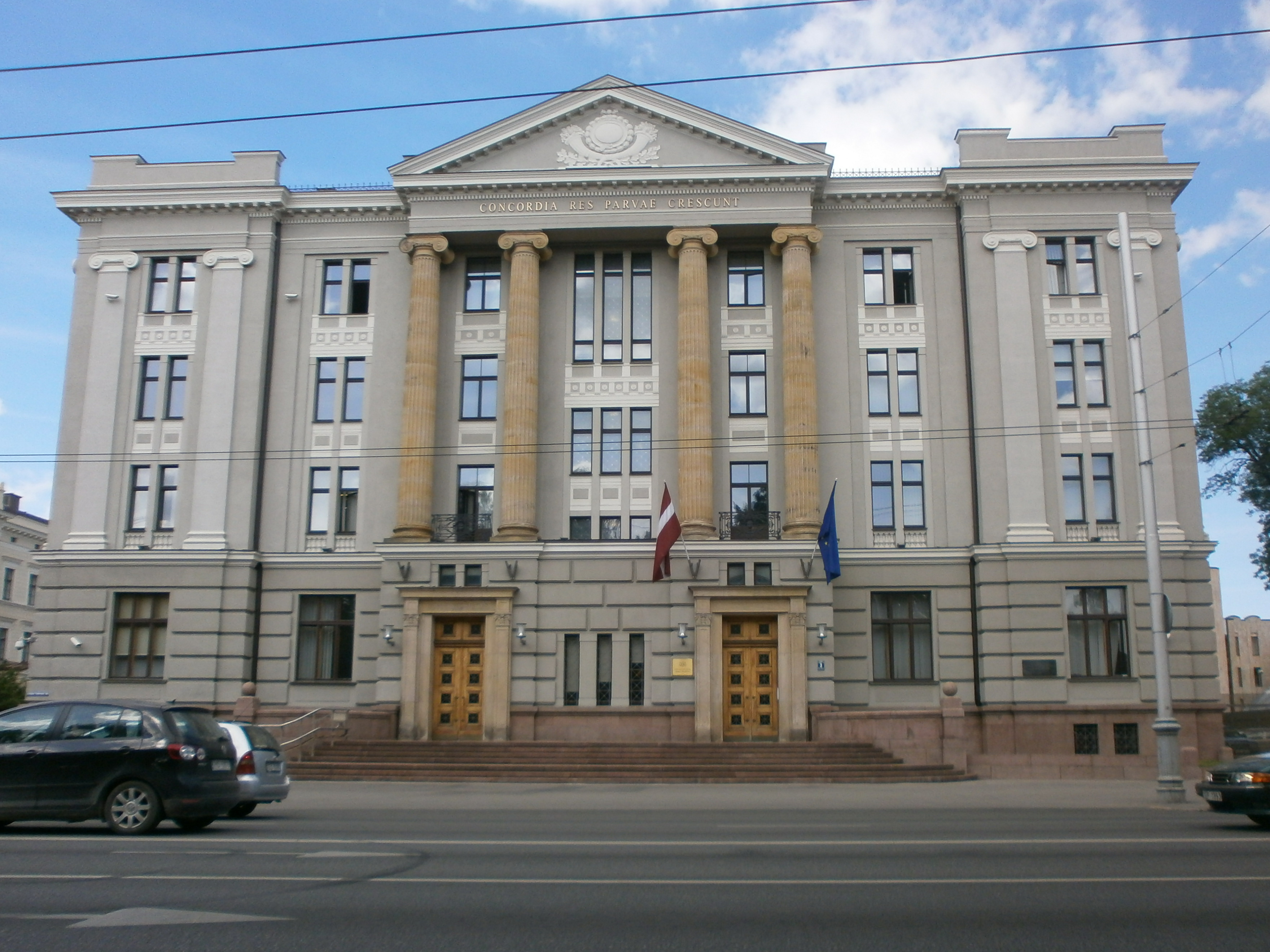
Ministerie van Buitenlandse Zaken

- Ministerie van Buitenlandse Zaken - Latvijas Republikas Ārlietu ministrija
- Ministerie van Binnenlandse Zaken - Latvijas Republikas Iekšlietu ministrija
- Ministerie van Cultuur - Latvijas Republikas Kultūras ministrija
- Ministerie van Defensie - Latvijas Republikas Aizsardzības ministrija
- Ministerie van Economische Zaken- Latvijas Republikas Ekonomikas ministrija
- Ministerie van Financiën - Latvijas Republikas Finanšu ministrija
- Ministerie van Justitie - Latvijas Republikas Tieslietu ministrija
- Ministerie van Landbouw - Latvijas Republikas Zemkopības ministrija
- Ministerie van Milieubescherming en Regionale Ontwikkeling - Latvijas Republikas Vides aizsardzības un reģionālās attīstības ministrija
- Ministerie van Onderwijs en Wetenschappen -  Latvijas Republikas Izglītības un zinātnes ministrija
- Ministerie van Regionale Ontwikkeling en Lokale Overheidszaken - Latvijas Republikas Reģionālās attīstības un pašvaldību lietu ministrija
- Ministerie van Vervoer - Latvijas Republikas Satiksmes ministrija
- Ministerie van Volksgezondheid - Latvijas Republikas Veselības ministrija
- Ministerie van Welzijn - Latvijas Republikas Labklājības ministrija